# 郟敖
郟敖（こうごう）は、春秋時代の楚の王。姓は羋、氏は熊。諱は員、あるいは紝。康王の子。

## 生涯
康王15年（紀元前545年）12月、康王が薨去した。郟敖元年（紀元前544年）4月、康王を葬り、郟敖が楚王として即位した。叔父の公子囲を令尹とし、軍事をつかさどらせた。
郟敖4年（紀元前541年）11月、郟敖は病に伏せった。公子囲が鄭に向かっていたところを急遽帰国し、見舞いにかこつけて郟敖を襲った。郟敖は公子囲に絞殺された。在位4年。このとき、子の公子幕と公子平夏も殺害された。